# Josef Pazelt
Josef Pazelt (* 2. Februar 1891 in Platt (Gemeinde Zellerndorf); † 22. April 1956 in Wien) war ein österreichischer Autor, Pädagoge und Politiker (SdP).

## Leben
Der Kleinbauernsohn absolvierte die Lehrerbildungsanstalt in Strebersdorf und unterrichtete dann in Hollabrunn und Pulkau. Anschließend war er Bezirksschulinspektor in Neunkirchen. Während des Zweiten Weltkriegs unterrichtete er Pädagogik an der Lehrerbildungsanstalt in Znaim. Ab 1945 war er im Unterrichtsministerium in Wien tätig. 1949 wurde er zum Ministerialrat ernannt. Er war ab 1924 Mitglied der Freimaurerloge Pythagoras, ab 1945 der Loge Humanitas renata und 1947 Gründungsmitglied der Loge Lessing zu den 3 Ringen.
Pazelt machte sich auch als Autor und Heimatdichter einen Namen. Sein bekanntestes Buch ist Lambert Löffelmann und Silvester Aaser.

## Politik
Von 1930 bis 1932 gehörte er als Abgeordneter der SdP dem Österreichischen Nationalrat an.